# Garra jaldhakaensis
Garra jaldhakaensis — вид риб родини коропових (Cyprinidae). Описаний у 2021 році.

## Поширення
Ендемік Індії. Поширений у річці Жалдхака у штаті Західна Бенгалія.